# 死刑台のエレベーター (2010年の映画)
『死刑台のエレベーター』（しけいだいのエレベーター）は、2010年10月9日公開の日本映画。1958年公開の同名のフランス映画をリメイクした作品。

## 概要
1958年にフランスで公開されたノエル・カレフの『死刑台のエレベーター』を、日本を舞台に代えた、リメイクとなるサスペンス映画。監督は緒方明。出演は吉瀬美智子、阿部寛、玉山鉄二、北川景子。リメイク化に際し出来るだけオリジナルのストーリーとエッセンスを生かすようにしている。またルイ・マルの子息であるマニュエル・マルにもサポートを受けている。リメイク版の公開に合わせ、オリジナル映画のニュープリント版も同時期に公開している。2010年10月9,10日初日2日間の映画観客動員ランキング（興行通信社調べ）で初登場第10位となっている。
キャッチコピーは「あの人を殺して、私を奪いなさい。」「愛のための完全犯罪。それは15分で終るはずだった。」。

## キャスト
- 手都芽衣子（手都グループ会長夫人） - 吉瀬美智子
- 時籐隆彦（医師、芽衣子の愛人） - 阿部寛
- 赤城邦衛（交番勤務の警官） - 玉山鉄二
- 松本美加代（『クレオ』美容師、邦衛の恋人） - 北川景子

- 神健太郎（広域暴力団組長） - 平泉成
- 中井朔美（健太郎の情婦、邦衛の元恋人） - りょう
- 手都孝光（手都グループ会長） - 津川雅彦
- 柳町宗一（横浜署刑事） - 柄本明

- 遠野（手都ビル守衛） - 笹野高史
- 恩田真紀子（神奈川県警刑事） - 熊谷真実
- 泉仙一（手都グループ総務部長） - 田中哲司
- 工藤浩一（隆彦の医大同期） - 堀部圭亮
- 並木遙（浩一の友人） - 町田マリー
- 古山健三（古山写真館の館主） - 小市慢太郎
- 時籐隆彦の秘書 - 山田キヌヲ
- 新川署長（横浜警察署長） - 上田耕一

- 手都ビルにやって来た刑事 - 福井博章
- 渡辺陽介
- チンピラ（神健太郎の部下） - テイ龍進
- 箱根警察署刑事 - 諏訪太朗
- 原金太郎
- 手都ビルにやって来た刑事 - 斉藤陽一郎
- 箱根警察署刑事 - 並樹史朗
- アナウンサー - 松丸友紀

ほか

## スタッフ
- special thanks - Manuel Malle、Carol Fontanille
- 監督 - 緒方明
- 脚本 - 木田薫子
  - 脚本協力 - 猪爪慎一、村井さだゆき、保坂大輔
- 音楽 - Youki Yamamoto
  - ギター演奏 - 渡辺香津美
  - オーケストラ - ブルガリア交響楽団（Bulgarian Symphony Orchestra）
  - オーケストレーション - James Shearman
  - ソロバイオリン - 飯島忠亮
- 撮影 - 鍋島淳裕
  - 応援撮影 - さのてつろう、栢野直樹
- 照明 - 三重野聖一郎
- 録音 - 星一郎
- 音響効果 - 今野康之
- 編集 - 矢船陽介
- 美術 - 磯見俊裕
- 美術デザイナー - 鈴木千奈
- 装飾 - 須坂文昭
- 衣装 - 宮本まさ江
- ヘアメイク - 井川成
- 助監督 - 浅利宏
- 制作担当 - 三辺敬一
- スクリプター - 川野恵美
- キャスティング - おおずさわこ

特撮ユニット：特撮研究所
- 特撮監督 - 尾上克郎
- 撮影 - 中根伸治
- 操演 - 中山亨
- 照明 - 安藤和也
- 美術 - 松浦芳

VFXユニット
- VFXプロデューサー - 大屋哲男
- VFXスーパーバイザー - 道木伸隆
  - VFX・CG - マリンポスト、ピクチャーエレメント、アンダーグラフ、キュー・テック、IMAGICA

- アクションコーディネーター - 中瀬博文
  - ボディスタント - 花田奈美、日和佐裕子
- 特殊メイク - 宗理起也
- ガンエフェクト - BIGSHOT
- カースタント - スーパードライバーズ（雨宮正信、佐藤裕、川上敏夫、新田利之）
- ロケ協力 - 横浜観光コンベンションビューロー、横浜郵船ビル、三菱電機ビルテクノサービス　ほか
- 車両協力 - アルファロメオ（フィアットグループオートモービルズジャパン）、ガレーヂ伊太利屋
- ラボ - IMAGICA
- 原作コーディネート - 楠純子(フィルム・ファイナンス・ジャパン)
- プロダクション法務 - 加藤君人(ヴァスコ・ダ・ガマ法律会計事務所)
- アソシエイト・プロデューサー - 安斎みき子、井上潔
- エグゼクティブプロデューサー - 葉梨忠男
- プロデューサー - 小椋悟
- プロダクション協力 - アグン・インク
- 企画・製作プロダクション - 小椋事務所
- 製作委員会メンバー - テレビ東京、角川映画、小椋事務所、ポニーキャニオン、テレビ大阪
- 配給 - 角川映画

## 主題歌
- Jazztronik×YUKI『ベッドタイムストーリー』

作詞 - YUKI、作曲・編曲 - 野崎良太

## オリジナルとの比較
- フロランス・カララ → 手都芽衣子
- ジュリアン・タヴェルニエ → 時籐隆彦
- ルイ → 赤城邦衛
- ベロニク → 松本美加代

## テレビ特番
- 『テレビ東京女性アナが伝えたい熱い想いとは? 『死刑台のエレベーター』公開直前!究極の愛スペシャル』

死刑台のエレベーター×テレビ東京と題し、テレビ東京系列で2010年10月2日放送のテレビ特番。出演はテレビ東京女性アナウンサーの相内優香、秋元玲奈、大橋未歩、松丸友紀、など。